# Franklin Edwards
Franklin Delano Edwards (Nueva York; 2 de febrero de 1959) es un exjugador de baloncesto estadounidense que disputó siete temporadas de la NBA. Con 1,85 metros de altura, jugaba en la posición de base.

## Trayectoria deportiva

### Universidad
Jugó durante 4 temporadas con los Vikings de la Universidad de Cleveland State, liderando a su equipo en los tres últimos años en anotación. En 1979, durante su temporada júnior, consiguió el récord de anotación en un partido para un jugador de los Vikings, al anotar 49 puntos alte la Universidad de Xavier.
En el total de su carrera universitaria promedió 21,9 puntos, 4,5 asistencias y 3,0 rebotes por partido.

### Profesional
Fue elegido en la vigesimosegunda posición del Draft de la NBA de 1981 por Philadelphia 76ers, donde permaneció durante tres temporadas a la sombra de los dos grandes bases titulares del equipo, Andrew Toney y Maurice Cheeks. En su segunda temporada colaboró con 6,7 puntos y 2,7 asistencias por encuentro en la consecución del título de Campeones de la NBA por parte de los Sixers.
Al año siguiente fue traspasado a Los Angeles Clippers, donde en su primera temporada apenas pudo disputar 16 partidos por culpa de las lesiones, pero en la siguiente, la 1985-86, realizaría su mejor campaña, tras promediar 9,0 puntos y 3,5 asistencias por partido, acabando como el sexto mejor lanzador de tiros libres de la liga, con un porcentaje del 87,4%.
En la temporada 1986-87 es traspasado a Sacramento Kings, pero las lesiones únicamente le permiten jugar 24 partidos en los dos años que allí permaneció, retirándose prematuramente debido a las mismas, a la edad de 28 años. En el total de su trayectoria profesional promedió 6,1 puntos y 2,6 asistencias por partido.

#### Estadísticas

##### Temporada regular
| Temp.   | Edad | Equipo       | Liga | P   | TIT | MIN  | TC  | TCA | %TC  | 3P  | 3PA | %3P  | TL  | TLA | %TL  | R.OF. | R.DEF. | REB | ASIS | ROB | TAP | PER | FP  | PTS |
| 1981-82 | 22   | Philadelphia | NBA  | 42  | 3   | 6.9  | 1.5 | 3.6 | .433 | 0.0 | 0.2 | .000 | 0.5 | 0.6 | .741 | 0.2   | 0.4    | 0.6 | 1.1  | 0.4 | 0.1 | 0.6 | 0.9 | 3.6 |
| 1982-83 | 23   | Philadelphia | NBA  | 81  | 3   | 15.6 | 2.8 | 6.0 | .472 | 0.0 | 0.1 | .000 | 1.1 | 1.4 | .761 | 0.3   | 0.8    | 1.0 | 2.7  | 1.0 | 0.1 | 1.4 | 1.5 | 6.7 |
| 1983-84 | 24   | Philadelphia | NBA  | 60  | 0   | 10.9 | 1.4 | 3.7 | .380 | 0.0 | 0.0 | .000 | 0.6 | 0.8 | .708 | 0.2   | 0.8    | 1.0 | 1.5  | 0.5 | 0.1 | 0.8 | 1.3 | 3.4 |
| 1984-85 | 25   | L.A.Clippers | NBA  | 16  | 0   | 12.4 | 2.3 | 4.1 | .545 | 0.0 | 0.0 |      | 1.2 | 1.5 | .792 | 0.2   | 0.7    | 0.9 | 2.4  | 1.1 | 0.0 | 1.1 | 0.6 | 5.7 |
| 1985-86 | 26   | L.A.Clippers | NBA  | 73  | 19  | 20.4 | 3.6 | 7.9 | .454 | 0.0 | 0.1 | .111 | 1.8 | 2.1 | .874 | 0.3   | 0.8    | 1.2 | 3.5  | 1.2 | 0.1 | 1.9 | 1.2 | 9.0 |
| 1986-87 | 27   | Sacramento   | NBA  | 8   | 0   | 15.3 | 1.1 | 4.0 | .281 | 0.0 | 0.5 | .000 | 1.3 | 1.8 | .714 | 0.3   | 1.0    | 1.3 | 3.6  | 0.6 | 0.0 | 2.1 | 0.9 | 3.5 |
| 1987-88 | 28   | Sacramento   | NBA  | 16  | 11  | 25.9 | 3.4 | 7.2 | .470 | 0.0 | 0.1 | .000 | 1.5 | 2.0 | .750 | 0.3   | 0.9    | 1.2 | 5.8  | 0.6 | 0.1 | 2.9 | 0.6 | 8.3 |
| Total   |      |              | NBA  | 296 | 36  | 15.0 | 2.5 | 5.6 | .449 | 0.0 | 0.1 | .030 | 1.1 | 1.4 | .795 | 0.3   | 0.8    | 1.0 | 2.6  | 0.8 | 0.1 | 1.3 | 1.2 | 6.1 |

##### Playoffs
| Temp.   | Edad | Equipo       | Liga | P  | MIN | TCA | TC | 3PA | 3P | TLA | TL | R.OF. | REB | ASIS | ROB | TAP | PER | FP | PTS | %TC  | %3P   | %FT  | MIN | PTS | REB | AST |
| 1981-82 | 22   | Philadelphia | NBA  | 9  | 32  | 12  | 20 | 1   | 1  | 8   | 9  | 2     | 5   | 5    | 3   | 0   | 2   | 0  | 33  | .600 | 1.000 | .889 | 3.6 | 3.7 | 0.6 | 0.6 |
| 1982-83 | 23   | Philadelphia | NBA  | 12 | 101 | 13  | 32 | 0   | 0  | 14  | 17 | 2     | 9   | 17   | 5   | 0   | 6   | 7  | 40  | .406 |       | .824 | 8.4 | 3.3 | 0.8 | 1.4 |
| Total   |      |              | NBA  | 21 | 133 | 25  | 52 | 1   | 1  | 22  | 26 | 4     | 14  | 22   | 8   | 0   | 8   | 7  | 73  | .481 | 1.000 | .846 | 6.3 | 3.5 | 0.7 | 1.0 |

## Vida posterior
En la actualidad es analista del equipo de baloncesto masculino de la Universidad de Cleveland State para el canal de televisión local SportTimes Ohio.